# Enicospilus kaalae
Enicospilus kaalae är en stekelart som beskrevs av William Harris Ashmead 1901. Enicospilus kaalae ingår i släktet Enicospilus och familjen brokparasitsteklar. Inga underarter finns listade i Catalogue of Life.